# Telmatobius
Telmatobius é um gênero de anfíbios da família Telmatobiidae. Está distribuída nos Andes, do Equador e Peru até o Chile e Argentina.

## Taxonomia
São reconhecidos 61 espécies para este gênero:
- Telmatobius arequipensis Vellard, 1955
- Telmatobius atacamensis Gallardo, 1962
- Telmatobius atahualpai Wiens, 1993
- Telmatobius bolivianus Parker, 1940
- Telmatobius brachydactylus (Peters, 1873)
- Telmatobius brevipes Vellard, 1951
- Telmatobius brevirostris Vellard, 1955
- Telmatobius carrillae Morales, 1988
- Telmatobius ceiorum Laurent, 1970
- Telmatobius chusmisensis Formas, Cuevas & Nuñez, 2006
- Telmatobius cirrhacelis Trueb, 1979
- Telmatobius colanensis Wiens, 1993
- Telmatobius contrerasi Cei, 1977
- Telmatobius culeus (Garman, 1876)
- Telmatobius dankoi Formas, Northland, Capetillo, Nuñez, Cuevas & Brieva, 1999
- Telmatobius degener Wiens, 1993
- Telmatobius edaphonastes De la Riva, 1995
- Telmatobius espadai De la Riva, 2005
- Telmatobius fronteriensis Benavides, Ortiz & Formas, 2002
- Telmatobius gigas Vellard, 1969
- Telmatobius halli Noble, 1938
- Telmatobius hauthali Koslowsky, 1895
- Telmatobius hintoni Parker, 1940
- Telmatobius hockingi Salas & Sinsch, 1996
- Telmatobius huayra Lavilla & Ergueta-Sandoval, 1995
- Telmatobius hypselocephalus Lavilla & Laurent, 1989
- Telmatobius ignavus Barbour & Noble, 1920
- Telmatobius intermedius Vellard, 1951
- Telmatobius jelskii (Peters, 1873)
- Telmatobius laticeps Laurent, 1977
- Telmatobius latirostris Vellard, 1951
- Telmatobius macrostomus (Peters, 1873)
- Telmatobius marmoratus (Duméril & Bibron, 1841)
- Telmatobius mayoloi Salas & Sinsch, 1996
- Telmatobius mendelsoni De la Riva, Trueb & Duellman, 2012
- Telmatobius necopinus Wiens, 1993
- Telmatobius niger Barbour & Noble, 1920
- Telmatobius oxycephalus Vellard, 1946
- Telmatobius pefauri Veloso & Trueb, 1976
- Telmatobius peruvianus Wiegmann, 1834
- Telmatobius philippii Cuevas & Formas, 2002
- Telmatobius pinguiculus Lavilla & Laurent, 1989
- Telmatobius pisanoi Laurent, 1977
- Telmatobius platycephalus Lavilla & Laurent, 1989
- Telmatobius punctatus Vellard, 1955
- Telmatobius rimac Schmidt, 1954
- Telmatobius rubigo Barrionuevo & Baldo, 2009
- Telmatobius sanborni Schmidt, 1954
- Telmatobius schreiteri Vellard, 1946
- Telmatobius scrocchii Laurent & Lavilla, 1986
- Telmatobius sibiricus De la Riva & Harvey, 2003
- Telmatobius simonsi Parker, 1940
- Telmatobius stephani Laurent, 1973
- Telmatobius thompsoni Wiens, 1993
- Telmatobius timens De la Riva, Aparicio & Ríos, 2005
- Telmatobius truebae Wiens, 1993
- Telmatobius vellardi Munsterman & Leviton, 1959
- Telmatobius verrucosus Werner, 1899
- Telmatobius vilamensis Formas, Benavides & Cuevas, 2003
- Telmatobius yuracare De la Riva, 1994
- Telmatobius zapahuirensis Veloso, Sallaberry-Ayerza, Navarro, Iturra-Constant, Valencia, Penna & Diaz, 1982